# Niederheimbach
Niederheimbach – miejscowość i gmina w Niemczech, w kraju związkowym Nadrenia-Palatynat, w powiecie Mainz-Bingen, wchodzi w skład gminy związkowej Rhein-Nahe.

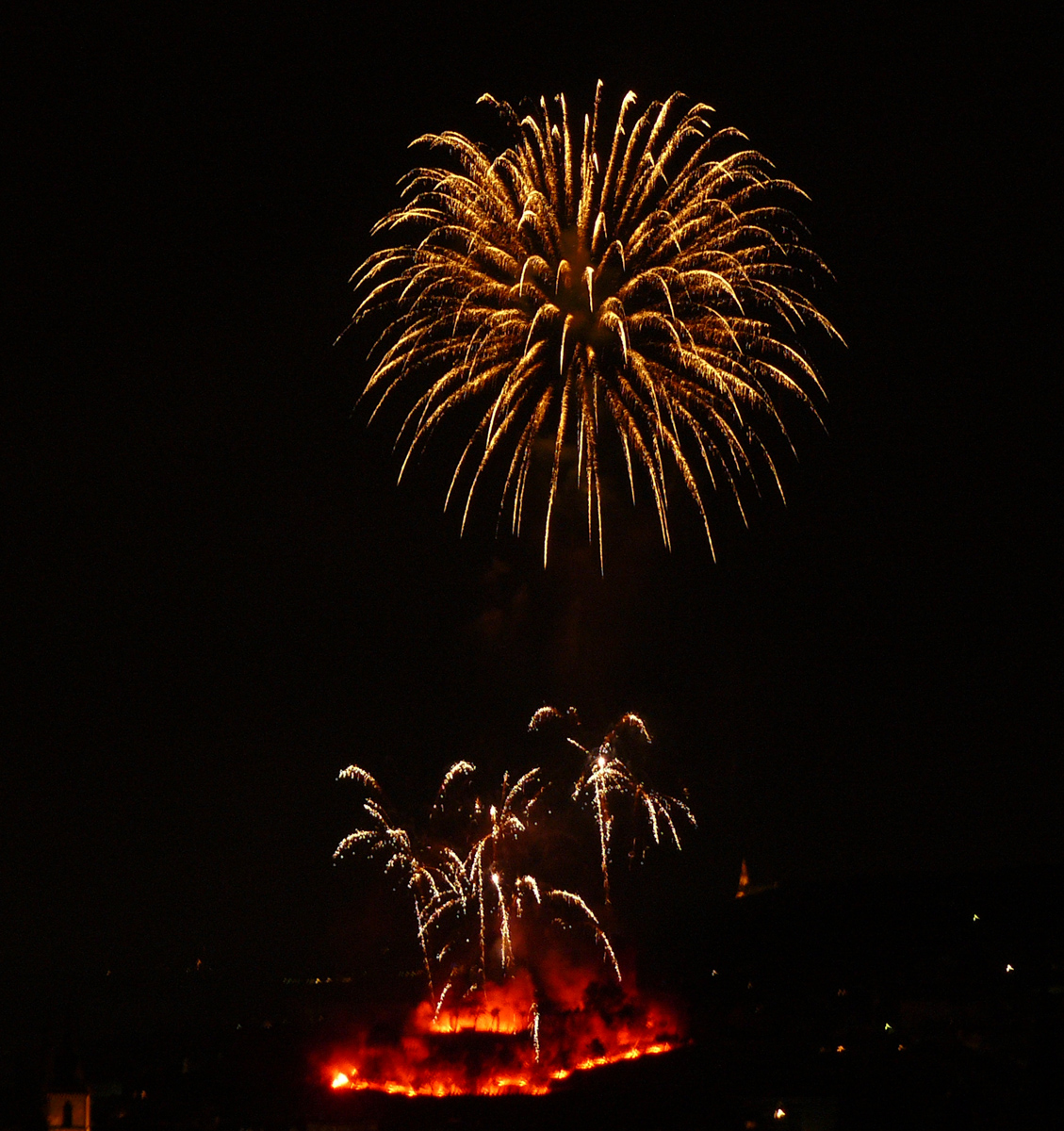
Sztuczne ognie z zamku Klopp (niem. Burg Klopp (2007) w Bingen podczas festynu Rhein in Flammen

Niederheimbach jest jednym z ośmiu miast, w którym co roku odbywają się widowiskowe pokazy sztucznych ogni, zatytułowane Rhein in Flammen (pol. „Ren w płomieniach”) w pierwszą sobotę lipca każdego roku między Niederheimbach–Bingen/Rüdesheim am Rhein.

## Zabytki
- Zamek Sooneck
- Zamek Heimburg